# 김설현
김설현(金雪炫, 1995년 1월 3일~)은 대한민국의 가수, 배우이다. 걸 그룹 AOA의 리드댄서, 서브보컬를 맡았었다. 2012년 AOA 1집 싱글 앨범 〈Angels` Story〉로 데뷔하였다. 주요 출연작으로는 드라마 《못난이 주의보》(2013) 《오렌지 마말레이드》(2015)와 영화 《강남 1970》(2015) 《살인자의 기억법》(2017) 《안시성》(2018)등이 있다.

## 성장 과정
설현(본명: 김설현)은 경기도 부천시에서 태어났다. 본관은 김녕이다. 형제자매로는 언니가 한 명 있으며, 언니 김주현은 패션 매거진 코스모폴리탄 에디터이다. 설현은 부천 소재의 초등학교를 졸업하고 중학교 3학년 당시 교복 브랜드 ‘스마트 학생복’ 모델 선발대회에 나가 남다른 포스로 무대를 압도하며 당당히 1위(대상)를 수상하였다. 이를 계기로 현 소속사인 FNC엔터테인먼트에 캐스팅돼 연습생이 되었다. 데뷔 이전에 FT 아일랜드의 '지독하게' 뮤직비디오의 여주인공으로 출연하였다. 2013년 2월 경기예술고등학교를 졸업했다.

## 경력

### 2012-2014:AOA가수 활동 및 배우 데뷔

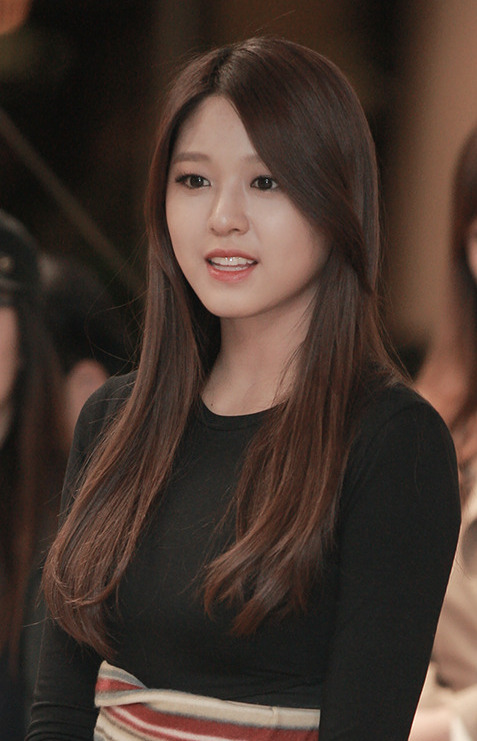
2013년 10월 설현

설현은 2년의 연습 기간을 거쳐 AOA의 멤버로 합류하게 되었고, 2012년 7월 AOA 1집 싱글 앨범 〈Angels` Story〉를 발매하며 정식 데뷔하였다. 유닛 그룹 AOA 화이트에 속해 있지만 활동은 하지 않고 있다.
2012년 11월, 설현은 드라마 《내 딸 서영이》에서 강성재(이정신)의 연기 선생님 서은수 역을 맡아 15회부터 등장했다. 당시 설현은 극 중 서은수의 뚱뚱했던 과거를 재현하기 위해 교정기, 파마머리, 뿔테 안경, 두툼한 패딩을 총동원해 파격적인 비주얼을 선보이는 등 좋은 평을 받았다. 이듬 해 2013년 5월부터 방영된 드라마 《못난이 주의보》에서는 연기자 지망생 공나리 역을 맡아 비중있는 역으로 출연하며 연기자로 활동을 이어 나갔다. 이후 AOA 그룹 활동에 전념하며 싱글 앨범 〈WANNA BE〉, 〈MOYA〉, 〈RED MOTION〉을 발매했지만 연거푸 아쉬운 성적을 거두며 큰 관심은 받지 못했다.
그러던 중, AOA는 2014년 1월 용감한형제가 프로듀싱한 싱글 앨범 〈짧은 치마〉로 컴백하였고, 좋은 반응을 얻으며 주목을
받기 시작했다. 이후 EP 앨범 〈단발머리〉와 〈사뿐사뿐〉을 연달아 히트시키며 수 많은 걸그룹 시장에서 두각을 나타냈다. 하지만 설현은 2014년 1월 13일, 촬영에 나선 프로그램 《아이돌 스타 육상 양궁 풋살 컬링 선수권 대회》에서 컬링 연습 중 빙판에서 넘어져 무릎을 다쳐 전치 6주 진단으로 인하여, 〈짧은 치마〉 활동을 중단해야 했다. 회복 후 5월 28일 MBC에서 생방송으로 진행된 《월드컵 응원쇼 뜨거운 함성 가자 브라질로》로 팬들 앞에 건강한 모습으로 다시 복귀했다.

### 2015: 대세 아이돌로서 주목, 계속 된 연기

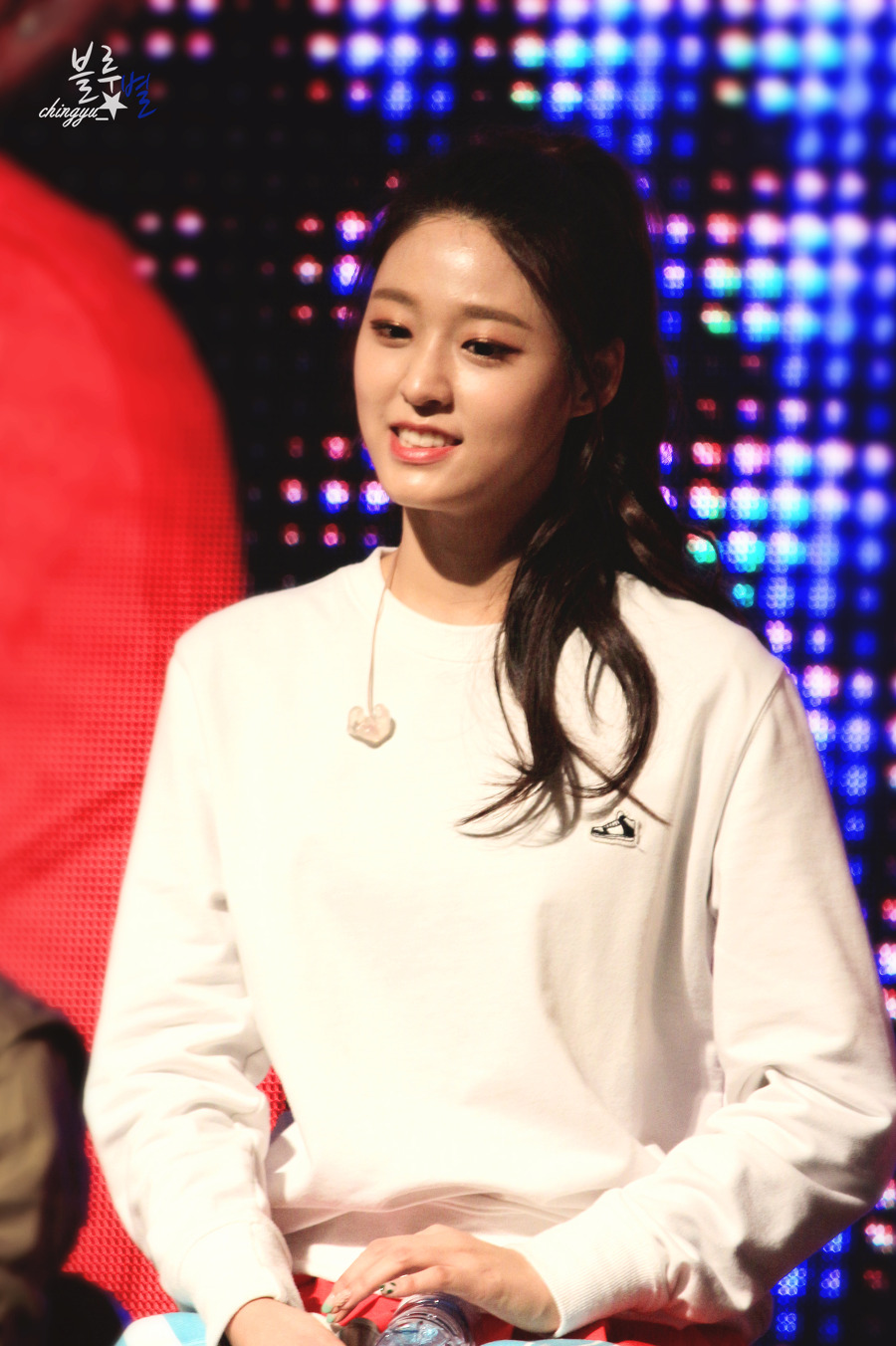
2015년 10월 11일 홍콩 팬미팅에서 공연 중인 설현

설현은 2015년 1월 개봉한 유하 감독의 누아르 액션 영화 《강남 1970》에서 종대(이민호)의 호적상 여동생 김선혜 역을 맡아 스크린 데뷔를 했다. 극중 첫사랑을 닮은 수수하고 청순한 여인을 연기하며 호평을 받아 제36회 청룡영화상, 제52회 대종상 영화제, 제51회 백상예술대상, 제10회 아시안 필름 어워즈 신인여우상 후보에 올랐으며, 제5회 마리끌레르 영화제 루키상과 제11회 맥스무비 최고의 영화상 라이징 스타상을 수상했다. 설현은 2015년 5월부터 SK텔레콤의 '이상하자 캠페인' 메인 모델로 발탁되었다. 방송과 지면광고, 입간판, 포스터 등 설현의 몸매를 전면에 내세운 SK텔레콤 광고 속에서 자신만의 사랑스러운 외모와 글래머러스한 몸매의 ‘차세대 대표 베이글녀’로 떠오르며 광고 입간판 포즈가 큰 화제를 불러 일으켰고, 당시 대중에 잘 알려지지 않았던 무명(無名)이던 설현은 단번에 스타덤에 올랐다. 2015년 5월 첫 방영된 하이틴 드라마 《오렌지 마말레이드》에서 뱀파이어 소녀 백마리 역을 맡아 첫 주연을 맡았다. 하지만 어색한 표정 연기와 부정확한 발음에 대한 지적이 받으며, 연기력에 대한 혹평을 받기도 했다. 2015년 6월, 데뷔 3주년에 접어든 AOA는 세 번째 EP 앨범 〈Heart Attack〉을 발매하며 6개월여만에 컴백하였다. 타이틀곡 〈심쿵해 (Heart Attack)〉로 신흥 음원차트 강자로 떠오르며 대중적 지지를 받았고 국내 음악프로그램에서 정상을 차지하며 정상급 걸그룹으로 도약했다. 그룹으로도 승승장구한 설현은 이후 네일브랜드, 렌즈, 아웃도어, 라면, 오픈마켓, 주류 등 10개가 넘는 다양한 브랜드의 광고를 계약해 2016년 광고주가 가장 사랑하는 스타 중 한 명이자 대세 아이돌로 떠올랐다.
2015년 11월, 서울 종로구 경복궁에서 열린 ‘2016∼2018 한국 방문의 해’ 선포식에서 참석한 설현은 이민호와 함께 ‘2016∼2018 한국 방문의 해’ 홍보대사로 위촉됐다.

### 2016-현재

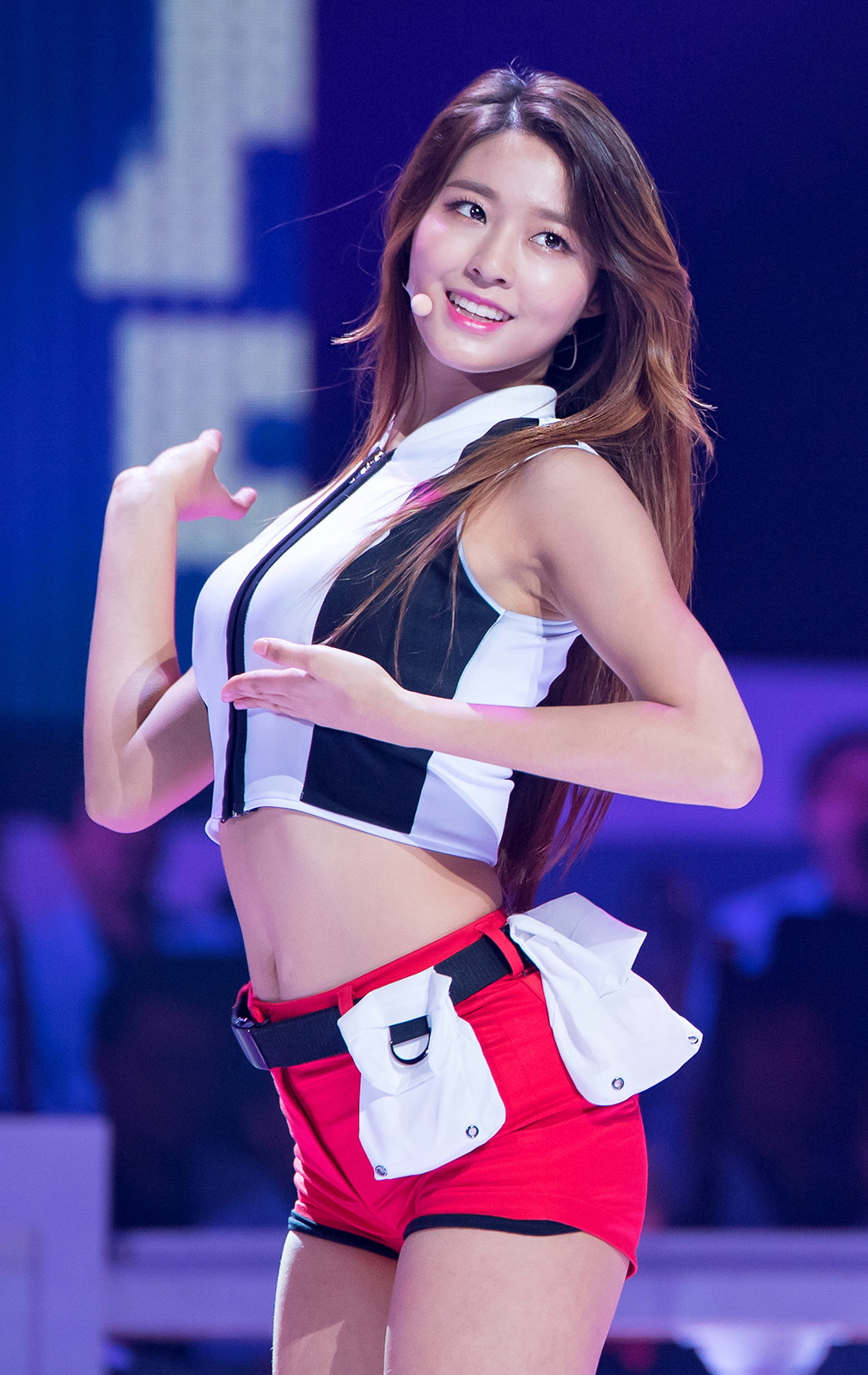
2016년 5월 24일 KBS 1TV 《열린음악회》에서 공연 중인 설현

2016년에는 연기 활동은 하지 않고, AOA 그룹 활동에 주력하였다. 2016년 3월, 설현은 4·13 국회의원 총선거 홍보대사에 위촉되었다. 웹드라마 《네오즈고의 여신》에 특별 출연하였다. 2016년 5월, AOA로서 1년여만에 네 번째 EP 앨범 〈Good Luck〉으로 컴백한 설현은 활발한 가수 활동을 이어나갔다. 지난 2015년 KBS 연예대상 진행을 맡은데 이어 2016년 KBS 가요대축제 진행자로 나섰다.
2017년 1월 설현은 AOA로서 첫 국내 정규 앨범인 〈AOA 1st Album ANGEL`S KNOCK〉을 발매하며 컴백했다. 설현은 2017년 9월 개봉된 원신연 감독의 스릴러 영화 《살인자의 기억법》으로 연기자로 복귀했다. 이 영화에서 그녀는 알츠하이머에 걸린 은퇴한 연쇄살인범 병수의 딸 은희 역을 맡아 설경구, 김남길, 오달수와 공연하였고, 이전과는 한층 성장한 자연스러운 연기로 호평을 받았다. 2017년 7월에는 김광식 감독의 사극 영화 《안시성》에 캐스팅 되었으며, 영화는 2018년 9월에 개봉되었다.

## 개인 생활
2016년 8월 10일, 디스패치에서 파파라치성 사진과 함께 래퍼 지코와의 열애설 기사를 냈다. 이후 설현과 지코 측은 두 사람의 열애 사실을 공식 인정했다. 하지만, 설현과 지코가 열애 6개월 만에 결별했다고 9월 27일 한 매체가 보도한 가운데 양측 소속사에서 결별설을 인정했다. 설현 소속사 FNC 엔터테인먼트 측 관계자는 "주위의 지나친 관심이 부담스러웠고, 자연스럽게 관계도 소홀해져 헤어지게 됐다"고 밝혔다.

## 작품 목록

### 드라마
| 연도 | 방송사              | 제목                    | 역할            | 비고                |
| ---- | ------------------- | ----------------------- | --------------- | ------------------- |
| 2012 | KBS2                | 내 딸 서영이            | 서은수          | 15회부터 출연       |
| 2013 | SBS                 | 못난이 주의보           | 공나리          | 133부작             |
| 2015 | KBS2                | 오렌지 마말레이드       | 백마리          | 12부작              |
| 2016 | MBC every1 네이버TV | 클릭유어하트            | 네오즈고의 여신 | 웹드라마, 특별 출연 |
| 2019 | JTBC                | 나의 나라               | 한희재          | 16부작              |
| 2020 | tvN                 | 낮과 밤                 | 공혜원          | 16부작              |
| 2022 | tvN                 | 살인자의 쇼핑목록       | 도아희          | 8부작               |
| 2022 | ENA                 | 아무것도 하고 싶지 않아 | 이여름          | 12부작              |
| 2024 | 디즈니 +            | 조명가게                | 이지영          | 8부작               |

### 영화
| 연도 | 제목                           | 역할   | 비고     |
| ---- | ------------------------------ | ------ | -------- |
| 2015 | 강남 1970                      | 강선혜 |          |
| 2017 | 살인자의 기억법                | 김은희 |          |
| 2018 | 안시성                         | 백하   |          |
| 2020 | 피원에이치: 새로운 세계의 시작 | 누나   | 특별출연 |

### 방송

#### 진행(MC)
| 연도 | 방송사 | 제목           | 역할 | 기간      | 비고                       |
| ---- | ------ | -------------- | ---- | --------- | -------------------------- |
| 2015 | KBS2   | KBS 연예대상   | MC   | 12월 26일 | 신동엽, 성시경과 공동 진행 |
| 2016 | KBS2   | KBS 가요대축제 | MC   | 12월 29일 | 박보검과 공동 진행         |
| 2018 | KBS2   | KBS 연예대상   | MC   | 12월 22일 | 신현준, 윤시윤과 공동 진행 |

#### 텔레비전 프로그램
| 연도 | 방송사     | 제목                            | 역할              | 날짜                              | 비고                                                |
| ---- | ---------- | ------------------------------- | ----------------- | --------------------------------- | --------------------------------------------------- |
| 2013 | tvN        | 청담동 111                      | 본인              | 2013년 11월 21일 ~ 2014년 1월 9일 | 13부작(with AOA)                                    |
| 2014 | MBC every1 | 주간 아이돌                     | 게스트 출연       | 1월 22일                          | 131회(with AOA)                                     |
| 2014 | MBC every1 | 주간 아이돌                     | 게스트 출연       | 7월 9일                           | 154회(with AOA)                                     |
| 2014 | SBS        | 일요일이 좋다 - 런닝맨          | 게스트 출연       | 8월 24일                          | 210회, 흑백, 그 한판의 人生 편                      |
| 2014 | KBS2       | 대국민 토크쇼 안녕하세요        | 게스트 출연       | 11월 17일                         | 199회(with 초아)                                    |
| 2014 | MBC every1 | 주간 아이돌                     | 게스트 출연       | 11월 19일                         | 173회(with AOA)                                     |
| 2015 | KBS2       | 용감한 가족                     | 고정 출연 (딸 역) | 1월 23일 ~ 4월 3일                | 10부작                                              |
| 2015 | KBS2       | 해피투게더 시즌3                | 게스트 출연       | 2월 12일                          | 385회, 화성인 특집 편                               |
| 2015 | MBC MUSIC  | AOA의 어느 멋진 날              | 본인              | 2015년 6월 13일 ~ 8월 1일         | 8부작, 리얼리티 프로그램(with AOA)                  |
| 2015 | SBS        | 일요일이 좋다 - 런닝맨          | 게스트 출연       | 7월 12일                          | 255회, 여름특집! 초복의 여왕 레이스 편              |
| 2015 | SBS        | 아빠를 부탁해                   | 내레이션          | 9월 27일                          | 추석특집 편                                         |
| 2015 | KBS1       | 안녕 우리말                     | 본인              | 10월 9일 ~ 11월 24일              | 4부작(설춘향 편, 패션쇼 편, 헬스클럽 편, 휴대폰 편) |
| 2015 | SBS        | 일요일이 좋다 - 런닝맨          | 게스트 출연       | 12월 20일 ~ 12월 27일             | 278회~279회, 런닝맨 X 2015 특집 편                  |
| 2016 | SBS        | 정글의 법칙 in TONGA            | 게스트 출연       | 3월 4일 ~ 4월 29일                | 9부작                                               |
| 2016 | MBC        | 라디오스타                      | 게스트 출연       | 3월 30일                          | 472회, "넌 is 뭔들" 특집                            |
| 2016 | SBS        | 일요일이 좋다 - 런닝맨          | 특별 게스트 출연  | 4월 3일                           | 293회, 수상한 봄나들이 편                           |
| 2016 | 온스타일   | CHANNEL AOA                     | 본인              | 2016년 4월 12일 ~ 5월 31일        | 7부작, 리얼리티 프로그램(with AOA)                  |
| 2016 | MBC every1 | 주간 아이돌                     | 게스트 출연       | 5월 18일                          | 251회(with AOA)                                     |
| 2016 | KBS2       | 해피투게더 시즌3                | 게스트 출연       | 5월 26일                          | 450회, '1+1' 특집 편                                |
| 2016 | MBC        | 은밀하게 위대하게               | 게스트 출연       | 12월 4일                          | 1회, 설현 & 이적 편                                 |
| 2017 | JTBC       | 냉장고를 부탁해                 | 게스트 출연       | 1월 2일 ~ 1월 9일                 | 112회~113회, 설현 & 유병재 편                       |
| 2017 | KBS2       | 트릭 앤 트루                    | 게스트 출연       | 1월 4일                           | 11회                                                |
| 2017 | JTBC       | 아는 형님                       | 게스트 출연       | 1월 7일                           | 57회, 형님학교 - AOA 편(with AOA)                   |
| 2017 | JTBC       | 한끼줍쇼                        | 게스트 출연       | 1월 15일                          | 15회, 방배동/반포동 편                              |
| 2017 | SBS        | 꽃놀이패                        | 게스트 출연       | 1월 22일                          | 21회                                                |
| 2017 | KBS2       | 해피투게더 3                    | 게스트 출연       | 4월 20일                          | 495회, 스.개.소 특집 편                             |
| 2017 | tvN        | 삼시세끼 바다목장 편            | 게스트 출연       | 9월 8일 ~ 9월 15일                | 7회~8회                                             |
| 2018 | SBS        | 일요일이 좋다 - 런닝맨          | 게스트 출연       | 5월 27일                          | 402회, 좀비 커플 레이스 편                          |
| 2018 | JTBC       | 아이돌룸                        | 게스트 출연       | 6월 2일                           | 4회, AOA 편(with AOA)                               |
| 2018 | tvN        | 놀라운 토요일                   | 게스트 출연       | 6월 2일                           | 9회 (with 혜정)                                     |
| 2018 | JTBC       | 아는 형님                       | 게스트 출연       | 6월 2일                           | 130회, 형님학교 - AOA 편(with AOA)                  |
| 2018 | KBS2       | 대국민 토크쇼 안녕하세요        | 게스트 출연       | 6월 4일                           | 368회(with 민아)                                    |
| 2018 | XtvN       | 슈퍼TV 시즌2                    | 게스트 출연       | 6월 7일                           | AOA 편 (with AOA)                                   |
| 2018 | KBS2       | 해피투게더 시즌3                | 게스트 출연       | 6월 7일                           | 542회, '내 노래를 불러줘' 특집 편 (with 유나, 찬미) |
| 2018 | JTBC       | 패키지로 세계일주 - 뭉쳐야 뜬다 | 게스트 출연       | 6월 17일 ~ 6월 24일               | 76~77회, 파리, 스위스 패키지 여행 편                |
| 2018 | MBC        | 뜻밖의 Q                        | 게스트 출연       | 6월 30일                          | 9회, (with 지민)                                    |
| 2018 | KBS2       | 해피선데이 - 슈퍼맨이 돌아왔다  | 게스트 출연       | 7월 1일                           | '소소하지만 확실한 행복' 편 (with 민아)             |
| 2018 | SBS        | 폼나게 먹자                     | 게스트 출연       | 10월 26일                         | 7회                                                 |
| 2018 | SBS        | 가로채널                        | 게스트 출연       | 11월 15일 ~ 11월 29일             | 1~3회, (with 찬미)                                  |
| 2018 | Mnet       | 니가 알던 내가 아냐             | 게스트 출연       | 12월 10일                         | 1회                                                 |
| 2020 | MBC        | 시리즈 M                        | 내레이션          | 5월 21일                          | 14회 PANDEMIC(세계적 유행) 1편 - 죽음 앞의 인간     |
| 2021 | KBS1       | 다큐On                          | 내레이션          | 10월 29일                         | 104회 : 숲, 사람을 품다                             |
| 2022 | tvN        | 어쩌다 사장 2                   | 게스트            |                                   |                                                     |
| 2024 | MBC        | 나혼자산다                      | 게스트            |                                   |                                                     |
| 2025 | TV CHOSUN  | 조선의 사랑꾼                   | VCR 출연          | 8월 18일                          | 90회, 임도화♥︎송의환 편                              |

### 뮤직 비디오
| 연도 | 제목          | 가수        | 비고 |
| ---- | ------------- | ----------- | ---- |
| 2012 | 〈지독하게〉  | FT 아일랜드 |      |
| 2015 | 〈기가 막혀〉 | 엔플라잉    |      |

### 광고
| 연도                 | 기업명                          | 제품명                              | 종류                      | 국가                     | 공동 출연                          |
| -------------------- | ------------------------------- | ----------------------------------- | ------------------------- | ------------------------ | ---------------------------------- |
| 2010                 | (주)스마트에프앤디              | 스마트                              | 교복                      | 대한민국                 | 데뷔전 출연                        |
| 2013                 | 한국존슨앤존슨                  | 클린앤클리어                        | 화장품                    | 대한민국                 | 이세영                             |
| 2014                 | 미즈노 코리아                   | 미즈노                              | 스포츠웨어                | 대한민국                 |                                    |
| 2014                 | 이펀컴퍼니                      | 티격태격                            | 모바일게임                | 대한민국                 | AOA                                |
| 2014                 | 푸디노에프앤디                  | 강정이기가막혀                      | 치킨 프랜차이즈           | 대한민국                 | AOA                                |
| 2014 ~ 2015          | (주)스베누                      | 스베누                              | 운동화                    | 대한민국                 | AOA                                |
| 2014 ~ 2015          | (주)엠케이트렌드                | 버커루                              | 의류(청바지)              | 대한민국                 | 강하늘                             |
| 2014 ~ 2015          | 에이투엑스게임즈                | 환타지히어로                        | 판타지 액션RPG 모바일게임 | 대한민국                 | AOA                                |
| 2015                 | 케이알시(주)                    | N.O.Q                               | 네일 브랜드               | 대한민국                 | AOA                                |
| 2015                 | 에이블씨엔씨                    | 어퓨                                | 화장품                    | 대한민국                 | AOA                                |
| 2015                 | 블랙캣 코리아                   | 블랙캣                              | 자전거                    | 대한민국                 | AOA                                |
| 2015                 | (주)컴투스                      | 컴투스프로야구for매니저3            | 모바일게임                | 대한민국                 | AOA                                |
| 2015                 | SK텔레콤                        | SK텔레콤 '이상하자 퓨전사극'        | 통신사                    | 대한민국                 | 박해일, 차승원, 고수, 윤소희 외    |
| 2015                 | SK텔레콤                        | 루나(LUNA)                          | 휴대폰                    | 대한민국                 | [ 55 ]                             |
| 2015                 | SK텔레콤                        | SK텔레콤 T전화                      | 통신사                    | 대한민국                 | 연우진, 우현, 박철민, 이기영 외    |
| 2015                 | 비씨카드(주)                    | 비씨카드 'RED 산타 페스티벌'        | 신용카드                  | 대한민국                 | AOA                                |
| 2015 ~ 2016          | 넥슨                            | 영웅의군단                          | 모바일게임                | 대한민국                 | AOA                                |
| 2015 ~ 2016          | (주)코리아델로스KD              | 치킨매니아                          | 치킨 프랜차이즈           | 대한민국                 | AOA                                |
| 2015 ~ 2016          | (주)엔터식스                    | 엔터식스                            | 패션쇼핑몰                | 대한민국                 |                                    |
| 2016                 | 넥슨                            | 서든어택                            | 게임                      | 대한민국                 |                                    |
| 2016                 | SK텔레콤                        | 솔(SoL)                             | 휴대폰                    | 대한민국                 |                                    |
| 2016                 | SK텔레콤                        | 루나워치                            | 스마트워치                | 대한민국                 |                                    |
| 2016                 | SK텔레콤                        | SK텔레콤 생활플랫폼                 | 통신사                    | 대한민국                 | 조진웅, 태용 외                    |
| 2016                 | 중앙선거관리위원회              | 4월 13일 제20대 국회의원선거        | 공익광고                  | 대한민국                 | [ 56 ]                             |
| 2016                 | 젯아이씨(주)                    | 엘레쎄(ellesse)                     | 스포츠웨어                | 대한민국                 | AOA                                |
| 2016                 | 한돈자조금                      | 한돈                                | 국산 돼지고기 홍보        | 대한민국                 | AOA                                |
| 2016                 | LG생활건강                      | 비욘드                              | 화장품                    | 대한민국                 | AOA                                |
| 2016                 | (주)콜핑                        | 콜핑                                | 아웃도어                  | 대한민국                 |                                    |
| 2016                 | 이랜드그룹                      | 스파오                              | 의류(캐쥬얼)              | 대한민국, 중화인민공화국 | AOA, with EXO                      |
| 2016~2017            | 한국코라콜라(유)                | 스프라이트                          | 음료                      | 대한민국                 | 최현석, 샘킴                       |
| 2016~2017            | 미동앤씨네마                    | 유라이브(Urive)                     | 블랙박스                  | 대한민국                 |                                    |
| 2016~2017            | 한국존슨앤존슨                  | 뉴 원데이 아큐브 디파인             | 콘택트렌즈                | 대한민국                 |                                    |
| 2016~2017            | (주)LF                          | 헤지스 액세서리(HAZZYS ACCESSORIES) | 패션잡화                  | 대한민국                 | 고경표                             |
| 2016~2017            | (주)이베이코리아                | G마켓                               | 온라인쇼핑몰              | 대한민국                 | 김희철 (2017년)                    |
| 2016~2017            | 롯데주류                        | 클라우드 맥주                       | 주류                      | 대한민국                 | [ 57 ]                             |
| 2016~2019            | (주)더베이직하우스              | 마인드브릿지                        | 의류(비즈니스 캐쥬얼)     | 대한민국, 중화인민공화국 | 주원(2016~2017년) 박해진(2018년)   |
| 2016~2019            | 애경                            | 케라시스 샴푸                       | 헤어케어                  | 대한민국                 | AOA                                |
| 2016~2018            | DB손해보험                      | 다이렉트 자동차보험                 | 보험사                    | 대한민국                 | 우지원, 김지민, 샘 해밍턴 (2017년) |
| 2016~2018            | DB손해보험                      | DB손해보험                          | 보험사                    | 대한민국                 | 지진희                             |
| 2017                 | 카카오게임즈                    | 여명 for Kakao                      | 모바일게임                | 대한민국                 |                                    |
| 2017                 | (주)직방                        | 직방                                | 부동산 앱                 | 대한민국                 | 서강준                             |
| 2017                 | (주)LF                          | 라푸마(Lafuma)                      | 의류(아웃도어)            | 대한민국                 | 차은우                             |
| 2017~2018            | 한국로레알                      | 비오템                              | 화장품                    | 대한민국                 |                                    |
| 농심                 | 짜파게티                        | 라면                                |                           | 대한민국                 |                                    |
| 제이씨코리아주식회사 | 데싱디바 1초 젤 네일 매직프레스 | 글로벌 네일 브랜드                  | [ 58 ]                    | 대한민국                 |                                    |
| 2018                 | (주)조이시티                    | 캐리비안의 해적: 전쟁의 물결        | 모바일게임                | 대한민국                 | AOA                                |
| (주)GLAM.D           | 글램디                          | 뷰티헬스케어 브랜드                 |                           | 대한민국                 |                                    |
| 2019~2020            | 동아제약                        | 파티온                              | 화장품                    | 대한민국                 |                                    |
| 2020                 | 농심켈로그                      | 켈로그 프로틴 그래놀라              | 스낵                      | 대한민국                 |                                    |
| 대한숙박중앙회       | 원픽(ONE Pick)                  | 국내 숙박예약 플랫폼                |                           | 대한민국                 |                                    |

### 기타 경력
| 연도        | 홍보대사명                                     |
| ----------- | ---------------------------------------------- |
| 2015        | 동아시안컵 홍보모델(AOA)                       |
| 2015        | 서울경찰청 선선선 캠페인 홍보대사(AOA)         |
| 2016 ~ 2018 | 한국방문의해 홍보대사(개인)                    |
| 2016        | 4·13 제20대 국회의원선거 홍보대사(개인)        |
| 2016        | SBS 함께 만드는 기쁨 이미지 캐릭터&로고송(AOA) |
| 2021        | 대한간암학회 홍보대사                          |

## 수상 및 후보

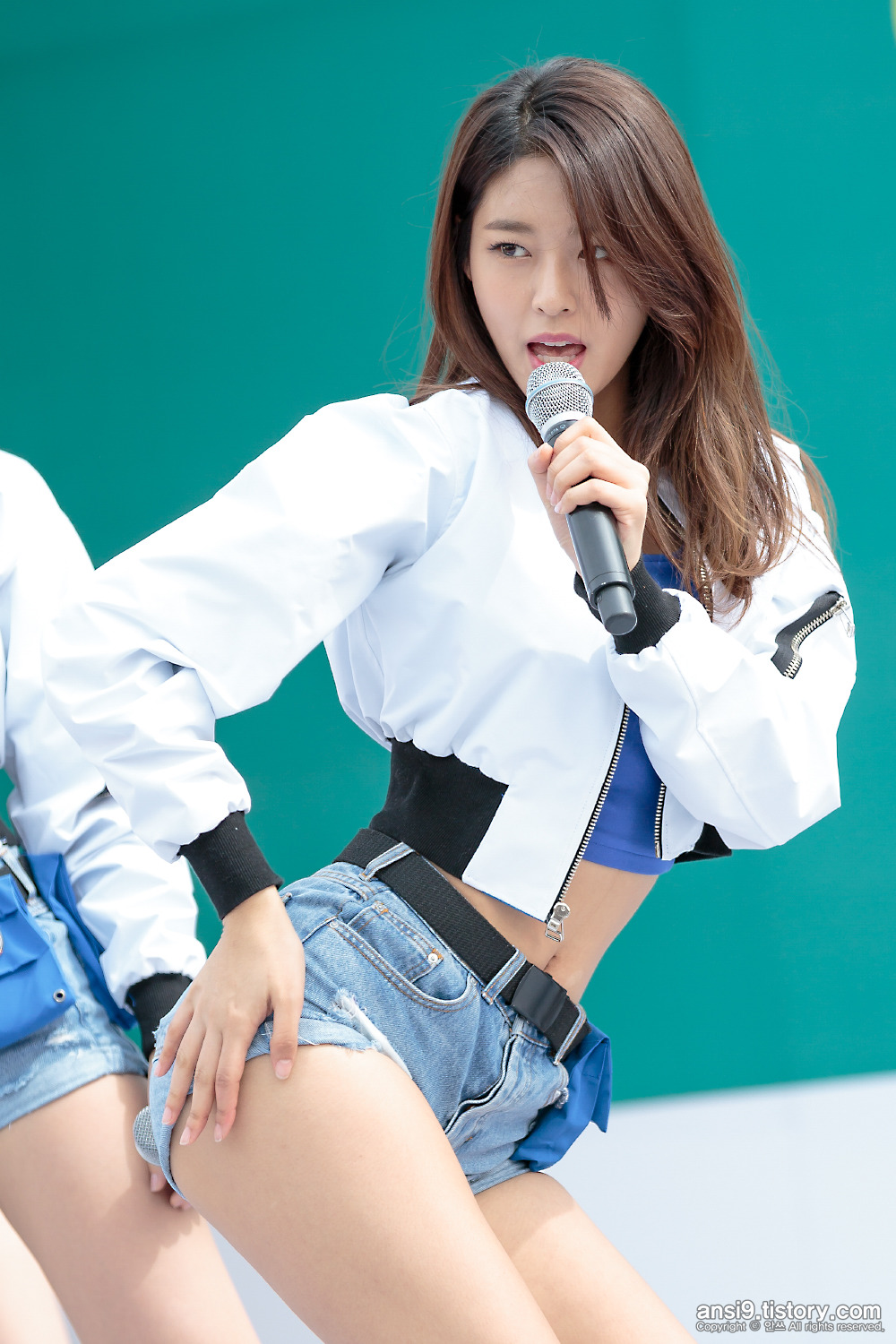
2018년 제54회 백상예술대상 시상식에서 설현

| 연도 | 시상식                                 | 부문                      | 작품              | 결과 |
| ---- | -------------------------------------- | ------------------------- | ----------------- | ---- |
| 2015 | KBS 연예대상                           | 쇼오락부문 여자 신인상    | 용감한 가족       | 수상 |
| 2015 | KBS 연기대상                           | 여자 신인연기상           | 오렌지 마말레이드 | 후보 |
| 2015 | KBS 연기대상                           | 여자 인기상               | 오렌지 마말레이드 | 수상 |
| 2015 | 제8회 코리아 드라마 어워즈             | 여자 신인상               | 오렌지 마말레이드 | 후보 |
| 2015 | 제4회 에이판 스타 어워즈               | 여자 신인상               | 오렌지 마말레이드 | 후보 |
| 2015 | 제36회 청룡영화상                      | 신인여우상                | 강남 1970         | 후보 |
| 2015 | 제36회 청룡영화상                      | 인기스타상                | 강남 1970         | 수상 |
| 2015 | 제52회 대종상 영화제                   | 신인여우상                | 강남 1970         | 후보 |
| 2015 | 제51회 백상예술대상                    | 영화부문 여자 신인연기상  | 강남 1970         | 후보 |
| 2016 | 제10회 아시아 필름 어워드              | 신인상                    | 강남 1970         | 후보 |
| 2016 | 제5회 마리끌레르 영화제                | 루키상                    | 강남 1970         | 수상 |
| 2016 | 제11회 맥스무비 최고의 영화상          | 라이징 스타상             | 강남 1970         | 수상 |
| 2016 | 제13회 서울영상광고제 TV CF 어워드     | 올해의 모델상             | 빈칸              | 수상 |
| 2016 | 2016 한국광고주대회 광고주의 밤 시상식 | 광고주가 뽑은 좋은 모델상 | 빈칸              | 수상 |
| 2016 | 제8회 스타일 아이콘 아시아             | 어썸 신드롬 상            | 빈칸              | 수상 |
| 2016 | SBS 연예대상                           | 베스트 엔터테이너상       | 정글의 법칙       | 수상 |
| 2017 | 제6회 코파 & 니콘 프레스 포토 어워즈   | 포토제닉상                | 빈칸              | 수상 |
| 2017 | 제1회 더 서울어워즈                    | 영화 부문 여자 신인상     | 살인자의 기억법   | 후보 |
| 2018 | 제55회 대종상                          | 우리은행 스타상           | 안시성            | 수상 |
| 2018 | 제3회 아시아 아티스트 어워즈           | 배우부문 뉴웨이브상       | 안시성            | 수상 |
| 2019 | 제28회 부일영화상                      | 여자 인기상               | 안시성            | 후보 |
| 2021 | 제7회 아시아태평양 스타 어워즈         | 아이돌챔프 여자 인기상    | 나의 나라         | 후보 |

## 여담
현재 잉글랜드 프리미어리그 울버햄프턴 원더러스의 공격수이자 대한민국 축구 국가대표팀의 공격수로 활약하고 있는 황희찬과는 까치울초등학교 1년 선후배 지간으로 알려져 있다.

## 같이 보기
- AOA의 음반 목록